# Simon Barere
Simon Barere (Odessa, 20 août 1896 (1er septembre dans le calendrier grégorien) – New York, 2 avril 1951), est un pianiste américain d’origine russe.

## Biographie
Simon Barere naît dans l’Empire russe (aujourd'hui en Ukraine), dans le ghetto d'Odessa, onzième d’une famille de treize enfants. Sa première école sont ses deux frères aînés qui pratiquent la musique, les cafés et plus tard il étudie sous la supervision d'un voisin. Après la mort de son père, dès l'âge de douze ans, il gagne sa vie en jouant du piano pour les films muets, ou lors des repas dans les boites de nuits, ce qui lui laisse peu de temps pour répéter. Il entre à l'Académie impériale de musique. Puis, à seize ans, après la mort de sa mère, grâce à une audition devant Glazounov, il étudie au Conservatoire Rimski-Korsakov de Saint-Pétersbourg, dès 1912 avec Anna Esipova (élève de Teodor Leszetycki) et à la mort de celle-ci en 1914, avec Felix Blumenfeld. En 1919, il termine ses études avec le prix Rubinstein, jouant toujours le soir, pour aider sa famille. Glazounov dit de lui : « Barere est Franz Liszt dans une main et Anton Rubinstein dans l'autre ».
Après ses études, il enseigne au Conservatoire de Kiev, et joue en concert, cantonné à l'URSS en raison du climat politique. En 1928, il peut s'installer à Riga en tant qu'ambassadeur culturel pour les pays Baltes. En 1929, il grave ses premières faces pour Odeon (Liszt, Chopin, Rachmaninov). De Lettonie, il peut, avec sa femme, la pianiste Helen Vlashek et son jeune fils de sept ans, émigrer à Berlin en 1932, mais avec la montée des persécutions contre les Juifs, il se réfugie en Suède. Le monde occidental le découvre lors de ses débuts à l'Aeolian Hall de Londres en 1934, sous la direction de Thomas Beecham. Il effectue ses premiers enregistrements pour HMV.
En 1934, il est en tournée aux États-Unis, où il connaît le triomphe, dès son premier récital le 9 novembre. Puis il joue en Australie, en Nouvelle-Zélande et en Afrique du Sud. Il se fixe aux États-Unis en 1936. Il y donne chaque année, dès 1946, des récitals à Carnegie Hall, devant plusieurs des plus grands pianistes du monde. Le 2 avril 1951, lors d’une exécution du Concerto pour piano de Grieg à Carnegie Hall, avec l’orchestre de Philadelphie sous la direction d'Eugene Ormandy, Barere fait une hémorragie cérébrale : il s’effondre et meurt peu après dans les coulisses.
Ses récitals américains sont enregistrés par Boris, le fils du pianiste sur disques acétates. Le plus célèbre de ces témoignages, captés en concert au Carnegie Hall, est l'interprétation de la Sonate en si mineur de Liszt, le 11 novembre 1947, publiée initialement par le label américain Remington, pour qui il enregistre en studio en mars 1951 dans les années 1950, puis réédité de multiples fois, considéré comme sans égal. Un autre exemple remarquable, toujours en concert, est son exécution de la Rhapsodie espagnole de Liszt.
Qualifié par The New York Times de « véritable géant du clavier », Barere laisse le souvenir de sa virtuosité, sa vitesse d'exécution et sa dextérité digitale, mais également « par la palette des sentiments obtenue ». Son interprétation d’Islamey de Balakirev était réputée pour sa virtuosité brillante. « Plus la musique était dure, plus Barere s'y adonnait et plus vite il la jouait ».

## Discographie
C'est à New York que sont enregistrés la plupart des témoignages qui forment la discographie de Simon Barere. Ses premiers succès de récital lui ouvrent, dès 1934, les portes de la maison de disques HMV/EMI, pour qui il grave ses seuls enregistrements de studio.
- Simon Barere : the complete HMV recordings, 1934-36 : Liszt, Balakirev, Blumenfeld, Glazounov, Schumann, Scriabine (30 janvier 1934-31 janvier 1936, 2CD Appian Publications and Recordings APR7001)[8] (OCLC 29674419)
- Liszt, Sonate en si mineur (concert, 11 novembre 1947, Appian Publications and Recordings APR 5623)[9]
- Simon Barere at the Carnegie Hall. Volume 1 : Liszt (Concerto no 1)[10], Bach, Beethoven, Chopin, Glazounov, Weber - New York Philharmonic-Symphony Orchestra, dir. David Broekman (concerts 1946, APR)[11] (OCLC 45421336)
- Simon Barere at the Carnegie Hall. Volume 2 : Bach, Schumann, Weber, Godowsky, Blumenfeld, Glazounov, Scriabine, Rachmaninov, Balakirev (concerts, 1946/1947, 2CD APR) (OCLC 40050022)
- Simon Barere at the Carnegie Hall. Volume 3 : Beethoven, Liszt, Weber, Schumann, Chopin (concerts 1947/1949, 2CD APR) (OCLC 31056229)
- Simon Barere at the Carnegie Hall. Volume 4 : Chopin, Liszt, Beethoven, Schumann, Chopin (concerts, février/novembre 1949, APR) (OCLC 54100657)